# (36396) 2000 OE44
2000 OE44 (asteroide 36396) é um asteroide da cintura principal. Possui uma excentricidade de 0.07218940 e uma inclinação de 6.11232º.
Este asteroide foi descoberto no dia 30 de julho de 2000 por LINEAR em Socorro.